# Osaka no Onna
«Osaka no Onna» (大阪の女?) es el primer sencillo con el que debutó la cantante japonesa Hitomi Shimatani. Fue lanzado originalmente al mercado el 28 de julio del año 1999 bajo el sello Avex trax.

## Información
Originalmente su primer sencillo fue Hitomi Shimatani, aunque no se considera como tal. Se pensaba proyectar a la joven Shimatani como cantante moderna de Enka con esta canción pero la misma Hitomi más tarde decidió cambiarse al estilo del J-Pop y abandonar el estilo Enka, considerado por muchos ya muerto comercialmente. Osaka no Onna no fue incluido en su primer álbum, sino que se lanzó un año después, así como tampoco en la compilación de sus sencillos lanzados en 2003. Tampoco el vídeo musical de la canción se ha incluido hasta el día de hoy en ninguna compilación de Hitomi, y se atribuye al tema Kaihokuser el primer sencillo, aunque de hecho sea el segundo, pero sí el primero que se considera como J-Pop.
Osaka no Onna debutó en el puesto nº 45 de las listas generales de Oricon, y logró llegar al primer lugar de la sub-lista de temas Enka. El sencillo  se ha convertido en objeto de culto, digno de cualquier fanático de la cantante originaria de Osaka. Cabe considerar también que es el único sencillo de la artista lanzado en el formato antiguo de sencillos de Avex, con tamaño de 8 cm, lo que le otorga un grado mayor de rareza. Las ventas del sencillo en algunas páginas de Internet alcanzan precios superiores a los $10 000 yenes en subastas virtuales, lo que equivale a unos $1736.65 pesos (MXN).

## Canciones
1. «Osaka no Onna» (大阪の女?)
2. «Kaze no Machi» (風の街?)
3. «Osaka no Onna» (大阪の女?) (Original Karaoke)
4. «Kaze no Machi» (風の街?) (Original Karaoke)

- Datos: Q8081683